# Spinne (Wappentier)
Die Spinne ist in der Heraldik eine gemeine Wappenfigur und ein Wappentier.
Dargestellt wird das Tier mehrheitlich in der Draufsicht. Die acht Beine und wenige Details am Kopf sind hervorgehoben, was die Lage im Wappen klärt. Der Kopf zeigt in der Regel zum Schildhaupt. Die Wappenfigur kann auch in einer Menge größer eins im Wappen oder Feld sein und ist aber selten einer Art zuzuordnen. Sie wird auch im Spinnennetz oder am Faden hängend im Wappen dargestellt. Alle heraldischen Tinkturen sind möglich, aber Schwarz ist bevorzugt. Das Netz ist dann in Gold oder Silber.
Die Spinne ist auch ein Heiligenattribut und sitzt auf einem Kelch, aus dem Konrad von Konstanz trank. Auch Norbert von Xanten wird mit Kelch und Spinne dargestellt, da einmal eine giftige in den Messkelch gefallen sein soll.

Spinne im linken Feld
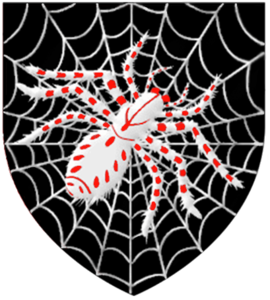
Spinne mit Netz